# Tigers Tübingen
El Walter Tigers Tübingen es un club de baloncesto profesional de la ciudad de Tübingen, que milita en la ProA, la segunda categoría del baloncesto alemán. Disputa sus partidos en el Paul Horn-Arena, con capacidad para 3.132 espectadores.

## Nombres
- SV 03 Tübingen: (-2001)
- WiredMinds Tübingen: (2001-2002)
- SV: (2002-2004)
- WALTER Tigers Tübingen: (2004-)

## Registro por temporadas
| Temporada | División | Liga                  | Posición | Play-offs |
| --------- | -------- | --------------------- | -------- | --------- |
| 2000–01   | 2        | 2. BBL                | 1        | Asciende  |
| 2001–02   | 1        | Basketball Bundesliga | 15       | Desciende |
| 2002–03   | 2        | 2. BBL                | 2        | –         |
| 2003–04   | 2        | 2. BBL                | 1        | Asciende  |
| 2004–05   | 1        | Basketball Bundesliga | 14       | –         |
| 2005–06   | 1        | Basketball Bundesliga | 12       | –         |
| 2006–07   | 1        | Basketball Bundesliga | 10       | –         |
| 2007–08   | 1        | Basketball Bundesliga | 15       | –         |
| 2008–09   | 1        | Basketball Bundesliga | 14       | –         |
| 2009–10   | 1        | Basketball Bundesliga | 12       | –         |
| 2010–11   | 1        | Basketball Bundesliga | 12       | –         |
| 2011–12   | 1        | Basketball Bundesliga | 12       | –         |
| 2012–13   | 1        | Basketball Bundesliga | 10       | –         |
| 2013–14   | 1        | Basketball Bundesliga | 16       | –         |
| 2014–15   | 1        | Basketball Bundesliga | 14       | –         |
| 2015–16   | 1        | Basketball Bundesliga | 14       | –         |
| 2016–17   | 1        | Basketball Bundesliga | 15       | –         |
| 2017–18   | 1        | Basketball Bundesliga | 18       | Desciende |
| 2018–19   | 2        | ProA                  |          |           |

## Palmarés
- Campeón de la 2. Basketball Bundesliga: 1

2004

## Jugadores destacados
| - Johannes Herber - Johannes Lischka - Tim Nees - Robert Wintermantel - Raško Katić - Aleksandar Nađfeji - Igor Perović - Branislav Ratkovica - Aleksander Lokhmanchuk - Travarus Bennett | - William Buford - Louis Campbell - DeJuan Collins - Daequan Cook - Vaughn Duggins - Kenny Frease - Alex Harris - Michael Jenkins - Mattew Kiefer - Bingo Merriex | - Tyrone Nash - Chris Oliver - Reggie Redding - Augustine Rubit - Romeo Travis - Jermaine Anderson - Dane Watts - Hurl Beechum - Akeem Vargas - Brian Clifford |